# Godfrey Rampling
Godfrey Lionel Rampling (Londra, 14 maggio 1909 – Bushey, 20 giugno 2009) è stato un velocista britannico, specializzato nei 400 metri piani.
Era figlio di Gertrude Anne Taylor e Horace Johnson Rampling, costumista.

## Carriera
In carriera ha vinto due medaglie olimpiche, l'oro nella staffetta 4×400 metri ai Giochi di Berlino 1936 e precedentemente l'argento, sempre nella staffetta 4×400 metri, ai Giochi di Los Angeles 1932.
Nel corso dei Giochi dell'Impero Britannico del 1934 a Londra ha vinto due medaglie d'oro, nelle 440 iarde e nella staffetta 4×440 iarde.
Sua figlia è l'attrice Charlotte Rampling.
Prestò servizio nella Royal Artillery, chiudendo la carriera nel 1958 col grado di Tenente Colonnello.

## Palmarès
| Anno                                | Manifestazione                | Sede        | Evento      | Risultato  | Prestazione | Note |
| ----------------------------------- | ----------------------------- | ----------- | ----------- | ---------- | ----------- | ---- |
| In rappresentanza del Regno Unito   |                               |             |             |            |             |      |
| 1932                                | Giochi olimpici               | Los Angeles | 400 m piani | Semifinale | 48"0        |      |
| 1932                                | Giochi olimpici               | Los Angeles | 4×400 m     | Argento    | 3'11"2      |      |
| 1936                                | Giochi olimpici               | Berlino     | 400 m piani | Semifinale | 47"5        |      |
| 1936                                | Giochi olimpici               | Berlino     | 4×400 m     | Oro        | 3'09"0      |      |
| In rappresentanza dell' Inghilterra |                               |             |             |            |             |      |
| 1934                                | Giochi dell'Impero Britannico | Londra      | 440 iarde   | Oro        | 48"0        |      |
| 1934                                | Giochi dell'Impero Britannico | Londra      | 4×440 iarde | Oro        | 3'16"8      |      |